# Eli Cohen

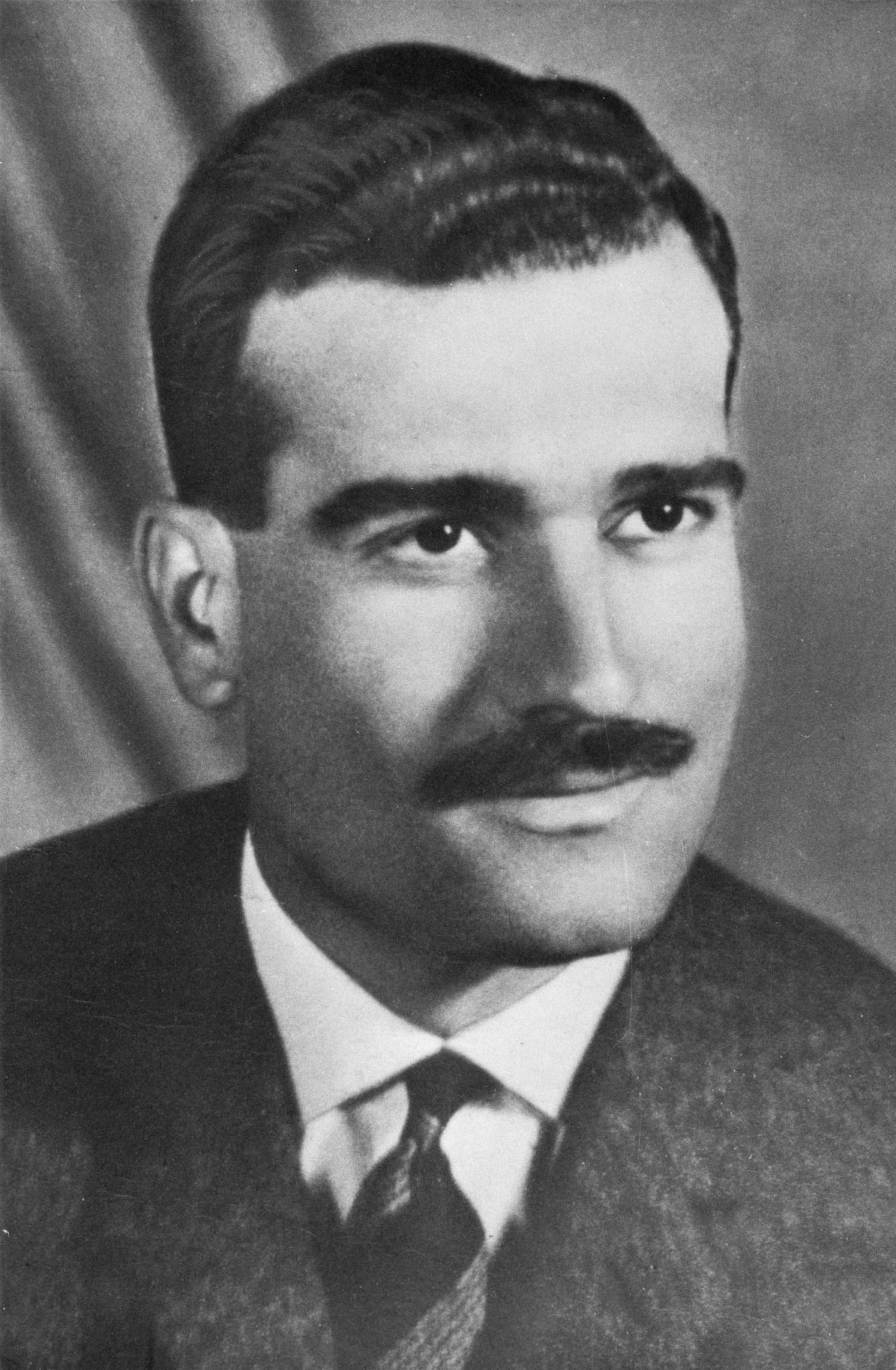
Eli Cohen, 1965

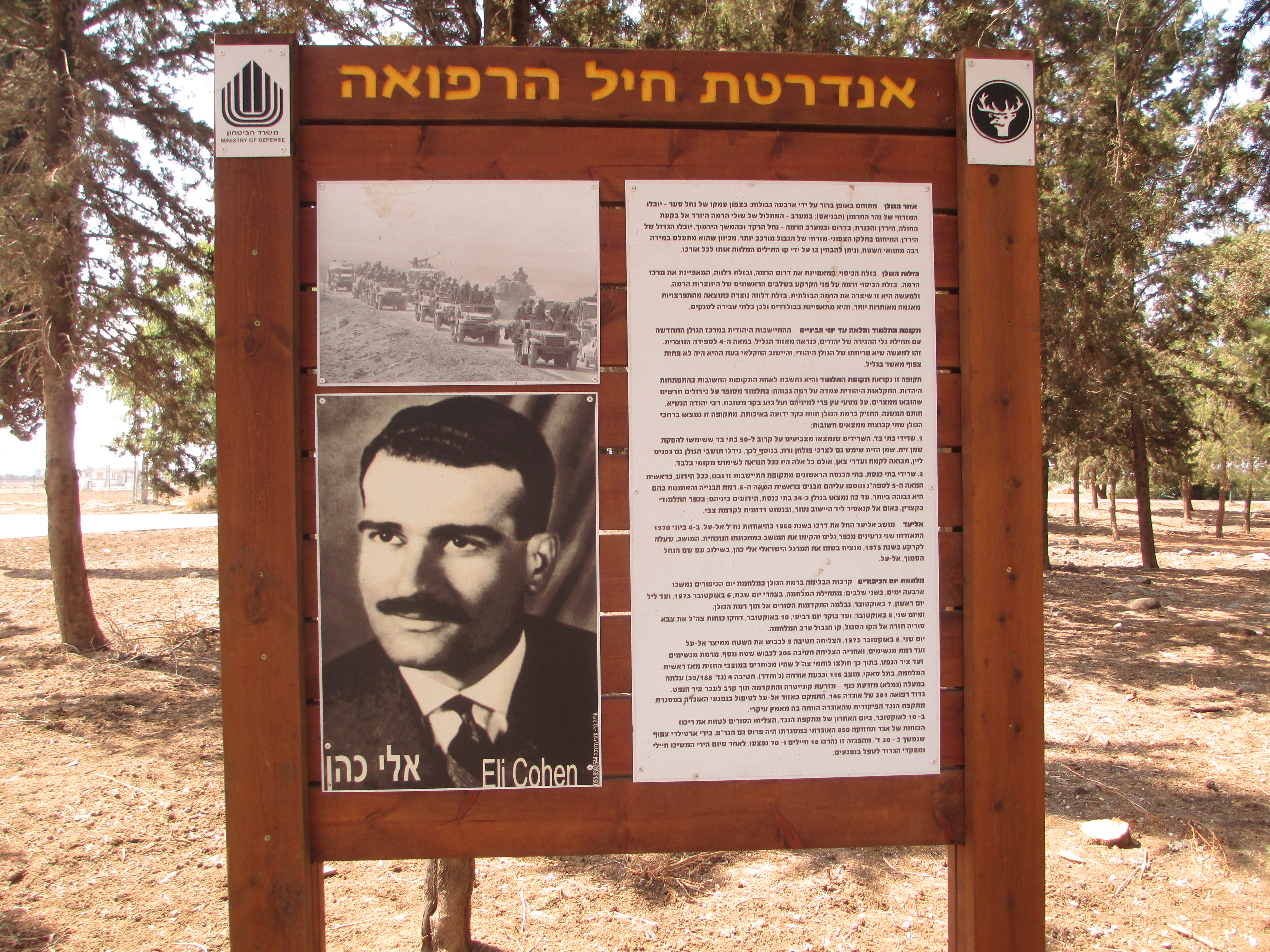
Abbildung Eli Cohens auf einer Gedenktafel des 281. Sanitäts-Regiments auf den Golanhöhen

Elijahu (Eli) ben Schaul Cohen (אֱלִיָּהוּ בֵּן שָׁאוּל כּהֵן‎; * 26. Dezember 1924 in Alexandria; † 18. Mai 1965 in Damaskus) war ein israelischer Spion. Nach Ansicht vieler Israelis trug Cohens Spionagetätigkeit maßgeblich zum Erfolg des Sechstagekriegs bei. Cohen gilt als israelischer Nationalheld; in Jerusalem und vielen weiteren Städten des Landes sind Straßen und Plätze nach ihm benannt.

## Leben

### Herkunft und Jugend
Cohen wuchs in Alexandria als Sohn syrischer Juden auf. Seine Eltern Shaul und Sophie Cohen stammten ursprünglich aus dem syrischen Aleppo und waren 1914 nach Ägypten gekommen. Als Jugendlicher in Ägypten war Eli Cohen in zahlreichen zionistischen Organisationen aktiv. Nach Beginn seines technischen Studiums wurde er 1944 durch die Hagana angeworben. Muslimbrüder machten ihm an der Universität das Leben schwer. Wegen zionistischer Aktivitäten wurde er von der Universität verwiesen und widmete sich der Alija von Juden nach Israel. 1947 trat er in die ägyptische Armee ein. Er reiste 1955 für eine erste kleinere Spionage-Schulung nach Israel und kehrte im Jahr darauf nach Ägypten zurück.
Cohen wurde jedoch nach der Suezkrise zusammen mit anderen zionistischen Juden aus Ägypten ausgewiesen und ließ sich 1957 in Israel nieder. Dort wollte er sich dem israelischen Geheimdienst Mossad anschließen, wurde jedoch abgewiesen. 1959 heiratete Cohen die Krankenschwester Nadia Majald, eine Jüdin aus dem irakischen Bagdad. Er arbeitete zunächst als Übersetzer und Buchhalter. Als den israelischen Behörden klar wurde, dass das Land dringend einen Spion in Damaskus brauchte, nahmen die Dienste erneut Kontakt zu Cohen auf. 1960 wurde er schließlich zunächst vom Mossad rekrutiert. Cohen sprach neben Hebräisch auch Arabisch, Englisch und Französisch. Er absolvierte eine Agentenausbildung beim Militärgeheimdienst Aman.

### Spionagetätigkeit

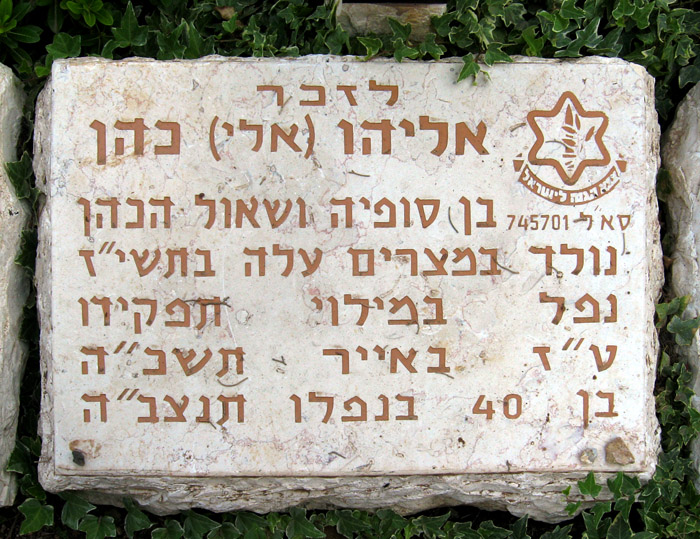
Gedenkstätte am Herzlberg in Jerusalem

Unter dem Decknamen Kamal Amin Thabet tauchte Cohen Anfang 1961 mit syrischem Pass in Buenos Aires auf und gab vor, ein syrischer Geschäftsmann im Ausland zu sein. Planmäßig nahm er Kontakt zu Mitgliedern der arabischen Gemeinde auf. Seine Kenntnisse der arabischen Sprache und Sitten erleichterten es ihm, sich als reicher syrischer Bürger auszugeben. Dort lernte Cohen den syrischen Militärattaché Amin al-Hafiz kennen. Ende Dezember 1961 reiste er in Begleitung eines reichen und einflussreichen Scheichs über Beirut in seine vorgebliche Heimat Damaskus.
Er bezog eine Wohnung in Damaskus gegenüber dem Stabshauptquartier der syrischen Armee. Durch die umliegenden Botschaften und Konsulate war sein Funkverkehr lange Zeit unbeobachtet bzw. nicht zu orten. Diese Wohnung baute er zu einem beliebten Treffpunkt syrischer Militärs und Politiker aus. Dort konnten sie sich unbeobachtet von ihrer Familie mit ihren Mätressen treffen. Dies stärkte ihr Vertrauen in ihn.
Cohens Spionagearbeit gewann weiter an Bedeutung, als beim Militärputsch am 8. März 1963 eine Junta, zu der auch mehrere seiner Verbündeten aus seiner Argentinien-Zeit gehörten, in Syrien die Macht ergriff. Der Anführer des Putsches, Amin al-Hafiz, war Cohen zugeneigt und erwog, ihn zum stellvertretenden Verteidigungsminister zu ernennen. Förderlich wirkte sich hierbei Cohens Ruf als glühender syrischer Patriot und überzeugter Kämpfer für die Sache der Baath-Partei aus. Belegt ist, dass er von einem syrischen Offizier zu Erkundungstouren an die syrisch-israelische Grenze auf den Golanhöhen mitgenommen wurde. Cohen erhielt laut einiger Quellen auch militärische Briefings und konnte syrische Stellungen mit damals modernen sowjetischen Waffen besichtigen. Er gab diese umfassenden Informationen an den israelischen Mossad weiter. Der Legende nach soll er sogar erfolgreich angeregt haben, die Stellungen durch das Pflanzen von Eukalyptus-Bäumen zu beschatten. Seine genauen Angaben über Bewaffnung und die nun durch Bäume markierten Standorte der Verteidigungsanlagen sollten Israel zum schnellen Sieg auf den Golanhöhen verholfen haben.
Cohen erhielt 1964 von dem CIA-Agenten Maged Sheikh Al-Ard den Hinweis, dass Franz Rademacher, die rechte Hand des Nazi-Kriegsverbrechers Adolf Eichmann, sich in Damaskus unter dem Namen Tome Rossello versteckte. Rademacher war in der Bundesrepublik Deutschland als Kriegsverbrecher angeklagt und hatte es mit Hilfe eines Nazi-Netzwerks geschafft, mit gefälschten Papieren aus Deutschland nach Syrien zu fliehen. Von dort aus arbeitete er für den deutschen Bundesnachrichtendienst (BND). Al-Ard habe ein Treffen Cohens mit Rademacher vermittelt. Cohen wusste jedoch nicht, dass Rademacher als Doppelagent auch für den syrischen Geheimdienst arbeitete, weil er hoffte, durch seine Zuarbeit für syrische Stellen Asyl in Syrien zu erhalten. Cohen bekam aus Tel Aviv den Befehl, Abstand zu Rademacher zu halten. Rademacher habe aber dem syrischen Geheimdienst das Treffen mit dem angeblich syrischen Geschäftsmann aus Argentinien gemeldet.
Cohen schickte die gesammelten nachrichtendienstlichen Informationen mittels geheimer Briefe an die Mossad-Zentrale oder nutzte Funk (Morsetelegraphie); dreimal reiste er geheim von Syrien nach Israel und zurück. Seine Familie in Israel wusste nichts von seiner Spionagetätigkeit, nur sein Bruder Maurice Cohen erfuhr als Mossad-Mitarbeiter beim Dechiffrieren der Botschaften aus Damaskus, dass Eli Cohen dort war, weil der ihm persönliche Nachrichten übermittelt hatte.

### Enttarnung und Tod

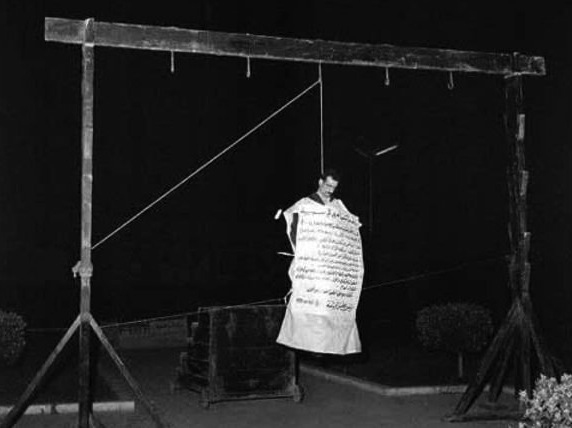
Öffentliche Hinrichtung Eli Cohens in Damaskus am 18. Mai 1965

Trotz Cohens beachtlichen Spionagefähigkeiten zeigte er eine Tendenz zur Nachlässigkeit und ignorierte die Warnungen seiner israelischen Führungsbeamten, seine Funksprüche nicht zu häufig oder immer zur gleichen Tageszeit zu senden. Das wurde ihm zum Verhängnis. Während einer Stromabschaltung und eines gleichzeitigen allgemeinen Funkverbotes im Januar 1965 war nur das Funksignal von Eli Cohen mit seiner Verbindung nach Tel Aviv im Umkreis von Damaskus aktiv. Die syrische Spionageabwehr ortete sein Funksignal und nahm ihn fest, als er einen Funkspruch sendete.
Es folgten vier Monate Folter und ein Schauprozess. Cohen wurde zum Tod durch den Strang verurteilt. Um Cohen zu retten, soll die israelische Regierung mehr als je zuvor oder danach geboten haben: über eine Million US-Dollar, militärische Ausrüstung, medizinisches Gerät und zehn syrische Agenten im Austausch. Auch die Gnadengesuche von Papst Paul VI. und zahlreichen Regierungen blieben erfolglos.
Am 18. Mai 1965 beobachteten tausende Menschen in Syrien via Fernsehen die öffentliche Hinrichtung auf dem Märtyrer-Platz in Damaskus. In den arabischen Staaten fand dies breite Zustimmung. In Israel wird Cohen seither als Held verehrt.
Eli Cohen und seine Frau Nadia Cohen hatten drei Kinder. Nadia Cohen lebte mit den Kindern in Israel; Eli Cohen hatte seine Familie bis zu seinem Tod kaum gesehen. Sein jüngstes Kind wurde kurz vor seinem Tod geboren.
Die israelische Regierung versuchte auf diplomatischen Wegen, den Leichnam Cohens nach Israel bringen zu lassen. Als dies fehlschlug, sollten vier Agenten den Leichnam entführen, was jedoch misslang. Daraufhin wurde Cohen an einem unbekannten Ort beerdigt.
Auch später versuchten israelische Regierungen, seine Familie und Freunde, Eli Cohens Leichnam für eine Bestattung nach jüdischem Brauch in dessen Heimat zu überführen.

### Aktuelle Entwicklungen
Im Mai 2025 berichten verschiedene Medien, dass die neuen syrischen Herrscher als Zeichen des „guten Willens“ dem israelischen Mossad das in Syrien sichergestellte Archiv von Cohen übergaben. Dieses Archiv soll 2500 Dokumente, Fotos und persönliche Gegenstände beinhalten.

## Bedeutung und Ehrung
Eli Cohen gilt in Israel als Nationalheld. Ihm wird ein wesentlicher Beitrag zu Israels Sieg im Sechstagekrieg gegen Ägypten und Syrien zugeschrieben. Zahlreiche Straßen, Plätze, Parkanlagen, Schulen, mehrere Dörfer, darunter der Moschav Eli Al‘ auf dem Golan, tragen deshalb seinen Namen. Am Jerusalemer Herzlberg wird an Eli Cohen im „Garten für die im Kampf Vermissten“ erinnert.

## Filmische Rezeption
- The Impossible Spy (Endpunkt Damaskus) (TV-Film), 1987
- The Spy (Miniserie), Netflix, 2017.[11][12] Die Titelrolle wird verkörpert von Sacha Baron Cohen.[13]
- Eli Cohen – Agent 566, eine arte-Dokumentation, 2023, produziert von „The True Story“ für die Israeli Public Broadcasting Corporation[14]